# 1300 ans de la naissance de l'État bulgare

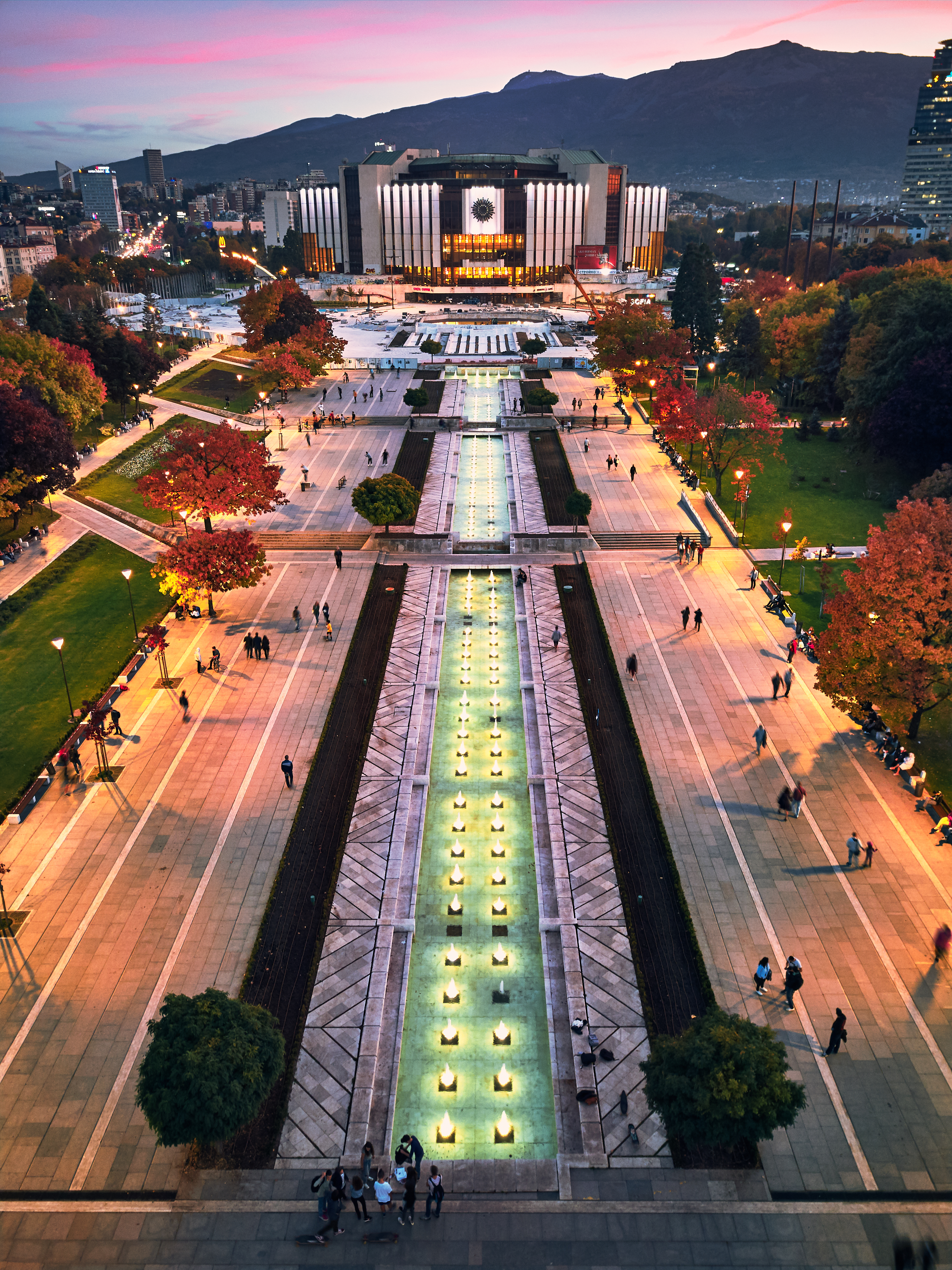
Le Palais national de la culture a été construit à l'occasion du de la création de l'État bulgare.

Les 1 300 ans de la naissance de l'État bulgare sont un ensemble de festivités ayant eu lieu pendant un an en 1981 pour célébrer l'histoire bulgare et la tradition nationale dans la région connue sous le nom de Bulgarie du Danube. L'idée d'un programme culturel à grande échelle est venue de Lioudmila Jivkova, fille de Todor Jivkov,.
Dans les années 1970, plusieurs États organisent d'importantes célébrations pour commémorer leur création : l'Iran célèbre le 2500e anniversaire de la fondation de l'Empire perse, la Pologne le millénaire de son apparition en tant qu'État indépendant, et les États-Unis le bicentenaire de leur indépendance. Pendant ce temps, dans la Bulgarie socialiste, on parle de plus en plus d'une célébration spectaculaire du 1300e anniversaire de la création de l'État bulgare, qui doit avoir lieu en 1981. En 1976, l'anniversaire est officiellement annoncé pour la première fois[réf. souhaitée]. La célébration compte environ 23 000 événements connexes, notamment l'inauguration de bâtiments et de monuments — tel que le monument aux 1300 ans de la Bulgarie — et divers événements culturels et sportifs, dont la publication de livres et même d'une encyclopédie en six volumes sur l'histoire de la Bulgarie.
L'anniversaire est célébré de manière spectaculaire, y compris avec un péplum — Khan Asparoukh —, mais les chefs de parti et d'État craignent d'être accusés par l'URSS de parti pris nationaliste[réf. souhaitée].